# 1 Korpus Kawalerii (ZSRR)
1 Korpus Kawalerii (ros. 1-й кавалерийский корпус) – wyższy związek taktyczny kawalerii Armii Czerwonej z okresu II wojny światowej. 
1 Korpus Kawalerii (1 KKaw.) sformowany został 16 grudnia 1941 jako Samodzielny Korpus Kawalerii. Nr 1 otrzymał 14 stycznia 1942. Wysłany na front radziecko-niemiecki poniósł dotkliwe straty, co zadecydowało o jego rozwiązaniu. Rozformowanie 1 KKaw. nastąpiło na mocy rozkazu z 3 marca 1942, a ocalałe pododdziały i sprzęt zasiliły 2 Korpus Kawalerii i 3 Korpus Kawalerii.

## Dowództwo korpusu
Dowódcy:
- gen. mjr Fieofan Parchomienko (16.12.1941 - 26.03.1942),
- p.o. gen. mjr Piotr Bogdanowicz (05.12.1941 - 18.12.1941).

Szefowie sztabu:
- gen. mjr Piotr Bogdanowicz (od 12.1941 do 03.1942)[1].

## Struktura organizacyjna
- 35 Dywizja Kawalerii
- 36 Dywizja Kawalerii
- 68 Dywizja Kawalerii
- 15 Brygada Pancerna[1].